# Аполіпопротеїн A1
Аполіпопротеїн A1 (АпоА-I, англ. Apolipoprotein A-I, ApoA-I) — аполіпопротеїн плазми крові. Основний білок носія «гарного холестерину» — ліпопротеїнів високої щільності, які попереджають утворення атеросклеротичних бляшок в артеріях, входить до складу хіломікронів. За його дефіциту ЛПВЩ знижується, що збільшує ризик виникнення та розвитку атеросклерозу й ішемічної хвороби серця.
Найбільш інформативним є визначення не тільки рівня аполіпопротеїна А1 в сировотці крові, але й аполіпопротеїну В, а також їхнього співвідношення (в нормі співвідношення Апо-В до Апо-А1 складає <1 (менше 1).

## Склад та роль в організмі
АпоА1 складається з 243 амінокислот, молекулярна маса — 28,1 кДа.

 Складається з декількох фрагментів, які повторюються з проміжками пролінами. Вторинна структура апоА1 включає амфіфільну α-спіраль, один бік якої — гідрофобний та зв'язаний з ліпідом, а протилежний — гідрофільний й експонований до водної середи. Так само, як і апоС, апобілки й апоЕ, він належить до взаємозамінних аполіпопротеїнів. АпоА1 є активатором лецитінхолестерінацилтрансферази (ЛХАТ).

Він синтезується в клітинах печінки та кишки й є основою для утворення ЛПВП, які в процесі дії ЛХАТ перетворюються на зрілі частки ЛПВП. АпоА1, синтезований в кишквнику, входить до складу хіломікронів, але в процесі ліполізу в крові швидко переноситься на ЛПВП, тому залишки хіломікронів вже не містять апоА1.

## Показники норми

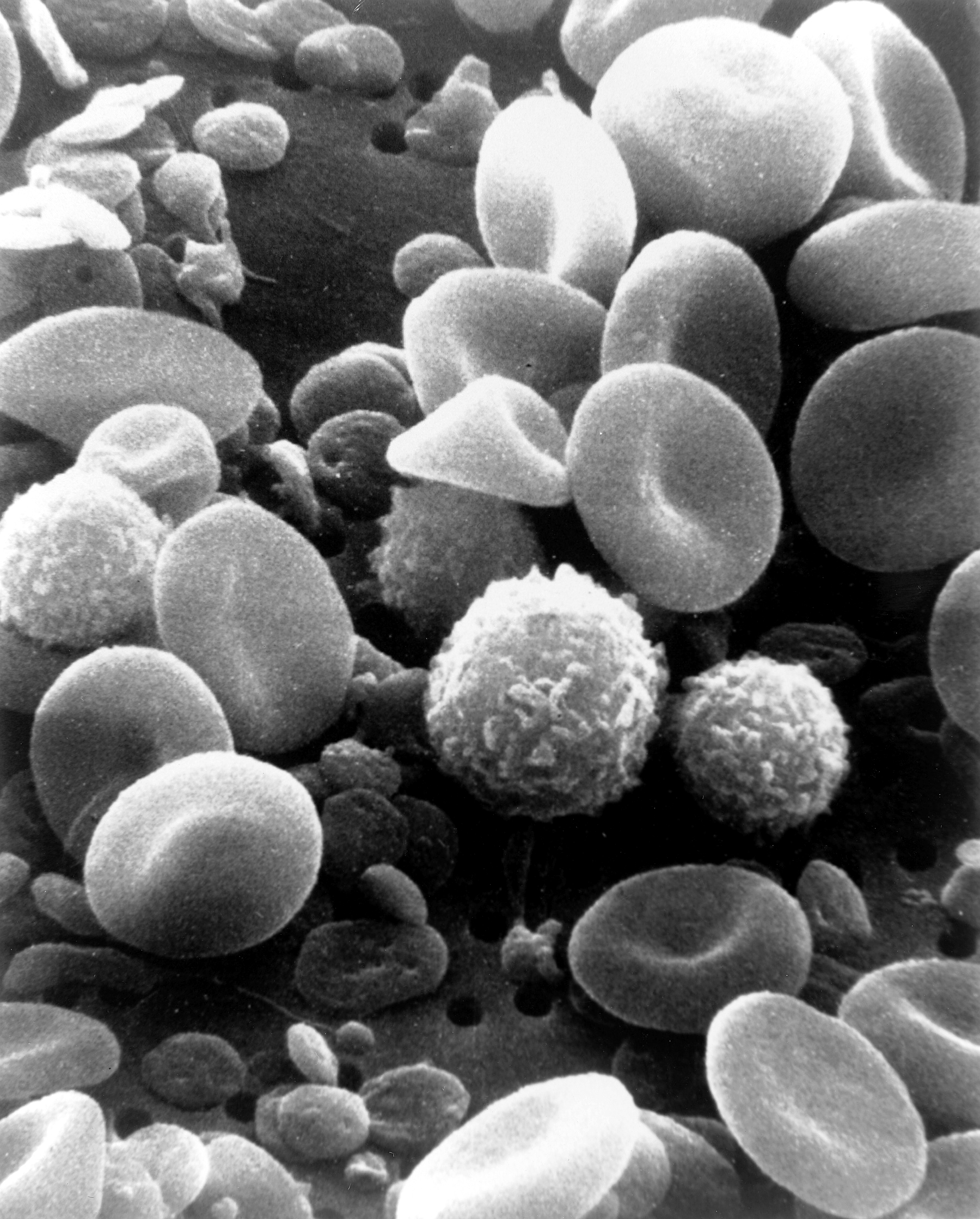
Клітини крові під електронним мікроскопом.

За умов нормального рівня аполіпротеїну А1 за дослідженнями крові мають наступні показники:
| Показники                    | Норма (г/л) |
| ---------------------------- | ----------- |
| чоловіки (від 0 до 90 років) | 1,05-1,75   |
| жінки (від 0 до 90 років)    | 1,05-2,05   |
| вагітність (1-40 тижнів)     | 1,05-2,05   |

## Показання до проведення аналізу
- атеросклероз та пов'язані з ним захворювання серцево-судинної системи: ішемічна хвороба серця, інфаркт міокарда (оцінка ризику, діагностика, прогнозування);
- хронічні захворювання печінки.

## Підвищення рівня АпоА-1
Підвищення рівня аполіпопротеїну А-1 спостерігається за наступних станах та захворюваннях:
- Сімейна гіпер-альфапротеінемія.
- Сімейний дефіцит білку переносу ефірів холестерину.
- Зниження ваги тіла.
- Гормональні порушення через вживання відповідних препаратів (естрогени, статіни, ніацин, фенобарбітал, фенітоїн, преднізолон).
- Гострий інфаркт міокарда.
- Ліпемія (швидке збільшення кількості жирів в крові) після вживання їжі.
- Вживання алкоголю в незначних кількостях.
- Вагітність.

## Зниження рівня АпоА-1
Зниження рівня аполіпопротеїну А1 спостерігається за наступних захворювань та станів:

Деякі із симптомів цукрового діабету

- Сімейна гіпо-альфаліпопротеінемія (Хвороба Танжера).
- Захворювання коронарних судин серця та церебральних артерій.
- Декомпенсований цукровий діабет.
- Інфекційні захворювання.
- Гепатоцелюлярні порушення, холестаз (значне зменшення чи повна зупинка виділення жовчі з подальшим застоєм її в тканинах печінки).
- Нефротичний синдром, хронічна ниркова недостатність.
- Гіпертригліцеридемія.
- Онкологічні захворювання.
- Гострофазне запалення.
- Хронічний панкреатит.
- Повне парентеральне харчування.
- Паління.